# Larroque (ort i Argentina)
Larroque är en ort i Argentina.   Den ligger i provinsen Entre Ríos, i den centrala delen av landet, 180 km norr om huvudstaden Buenos Aires. Larroque ligger 54 meter över havet och antalet invånare är 6 200.
Terrängen runt Larroque är platt. Runt Larroque är det glesbefolkat, med 15 invånare per kvadratkilometer..
Trakten runt Larroque består till största delen av jordbruksmark.